# Сјер Год
Сјер Год (фр. Cierp-Gaud) насеље је и општина у јужној Француској у региону Миди Пирене, у департману Горња Гарона која припада префектури Сен Годан.
По подацима из 2011. године у општини је живело 815 становника, а густина насељености је износила 58,63 становника/km². Општина се простире на површини од 13,90 km². Налази се на средњој надморској висини од 450 метара (максималној 1.840 m, а минималној 460 m).

## Демографија
| 1962. | 1968. | 1975. | 1982. | 1990. | 1999. | 2011. |
| ----- | ----- | ----- | ----- | ----- | ----- | ----- |
| 922   | 954   | 950   | 944   | 990   | 862   | 815   |

График промене броја становника у току последњих година